# 挹江门

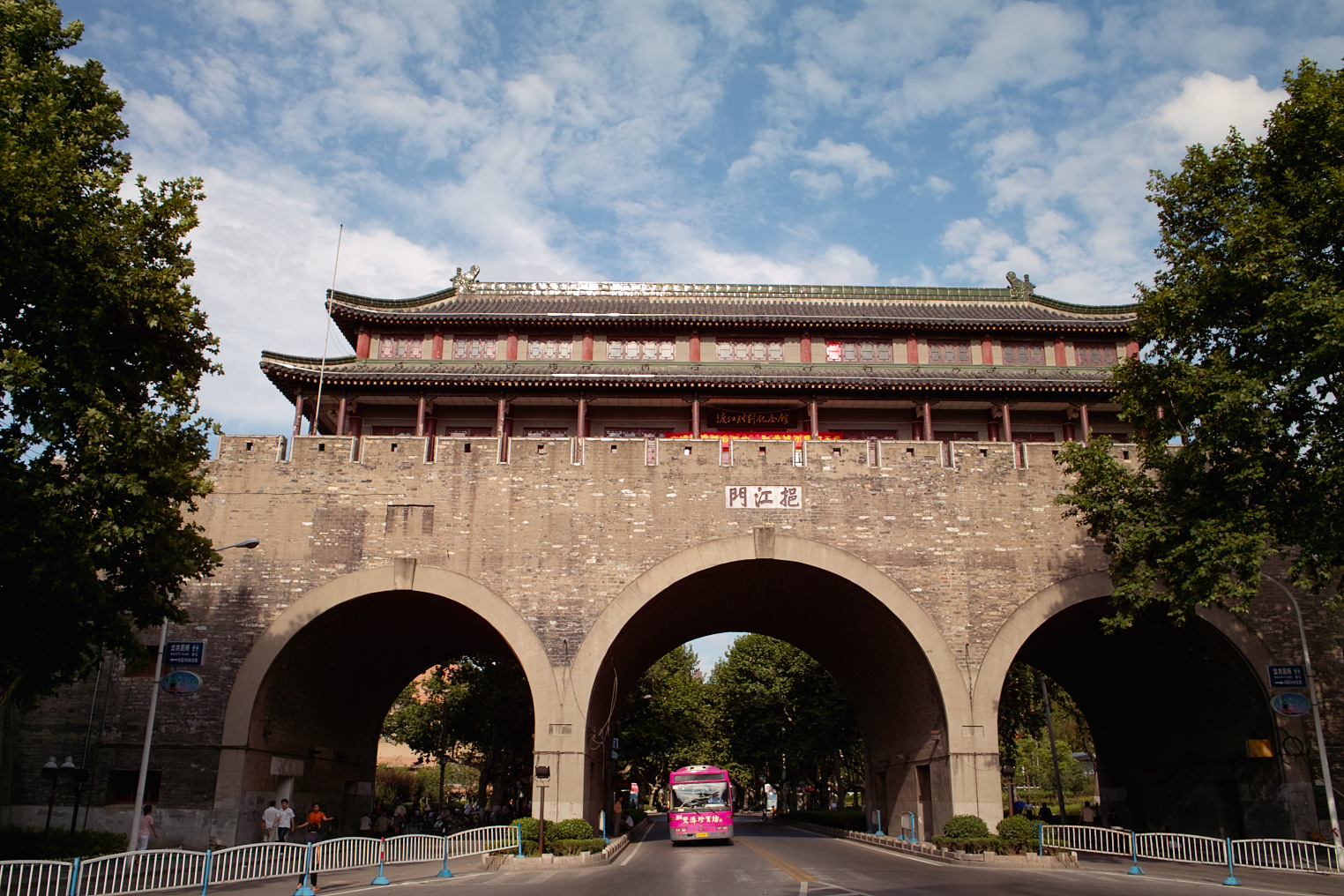
挹江门

挹江门，是中国江苏南京城墙上的一座城门，是连通南京城内与下关码头的重要通道。位于中山北路上，城门东侧为狮子山。
挹江门于1921年凿开，为中山码头和下关火车站入城的交通要道，原名海陵门，为一孔城门，1931年扩建为三孔城门，改为现名。门券所书“挹江门”出于民国元老戴季陶之笔。
南京大屠殺期間，由於通道陸續被封人們紛紛湧向此門逃竄，此處是傷亡最慘烈的地點之一，立有“侵华日军南京大屠杀遇难同胞挹江门丛葬地纪念碑”，不過據史料紀載挹江门事件中，撤退的混亂與軍令處置也是原因之一。
1949年4月23日，中国人民解放军取得渡江战役的胜利，从此门进入南京市区。1984年，该城门上建起渡江胜利纪念馆。

## 周边
- 绣球公园
- 南京市第十二中学（道胜堂）
- 国民政府海军部旧址
- 八字山
- 南京市挹江门小学